# 요붕증
요붕증(尿崩症, 영어: diabetes insipidus, DI)은 조갈증 및 상당히 희석된 많은 양의 오줌이 분비, 또 오줌의 농도에 영향을 미치지 않는 수분 섭취의 감소의 특징을 지니는 질병이다.

### 증상
다뇨(多尿)는 일반적으로 성인의 경우 24시간 동안 3리터 이상의 소변이 배출되는 상태를 의미하며, 심한 경우 10리터 이상까지 소변이 배출될 수 있다. 다갈(多渴)은 지속적인 갈증으로 인해 평소보다 더 많은 양의 물을 섭취하게 되는 상태를 지칭한다. 또한, 희석뇨는 소변의 농도가 현저히 낮아 거의 물과 유사한 투명도를 나타내는 경우를 말하며, 이는 신장 기능 이상이나 내분비 질환 등 다양한 원인에 의해 발생할 수 있다. 야뇨증은 야간에 소변 배출 횟수가 증가하여 정상적인 수면 패턴이 방해받는 현상으로, 이로 인한 수면의 질 저하는 일상생활의 피로감과 탈수 증세로 이어질 수 있다. 이와 같은 증상들은 당뇨병, 이뇨제 사용, 만성 신질환 등 여러 의학적 상태와 연관되어 있으며, 적절한 평가와 치료가 필요하다.

## 진단
요붕증을 과도한 배뇨의 다른 병인과 구별하려면 혈당 수치, 탄산수소염 수치, 칼슘 수치를 검사하여야 한다. 혈중 전해질의 측정을 통해 고나트륨 수치(탈수가 진행될수록 고나트륨혈증을 유발)를 밝혀낼 수 있다. 소변 검사를 통해 낮은 비중의 희석된 소변을 입증할 수 있다. 소변의 삼투압몰 농도와 전해질 수치는 일반적으로 낮은 편이다.

## 분류
- 신경성 요붕증
- 신장성 요붕증
- 구갈성 요붕증
- 임신성 요붕증

## 치료

### 중추성 DI
중추성 DI와 임신성 DI는 경구 알약이나 비강으로 복용되는 데스모프레신에 반응한다. 카르바마제핀 또한 이러한 종류의 DI에 어느 정도 치료적 성공이 있었다. 또, 임신성 DI는 노동 후 4~6주에 걸쳐 약해지는 경향이 있으나 일부 여성은 이후 임신에서 재발할 수 있다. 구갈성 DI의 경우 데스모프레신은 일반적으로 선택 사항이 아니다.

### 신장성 DI
신장성 DI의 경우 데스모프레신은 비효과적이며, (가능한 경우) 기반이 되는 병인을 역전시키고 자유수 부족분을 대체함으로써 치료된다. 이뇨제의 하나인 히드로클로로티아지드나 인도메타신을 복용하면 온화한 저혈량증을 일으킬 수 있는데, 이를 통해 근위세뇨관에 염과 수분 흡수를 촉진시켜서 신장성 요붕증을 개선할 수 있다. 아밀로라이드는 나트륨 흡수를 차단하는 부가적인 이점이 있다. 저칼륨혈증을 예방하기 위해 타이아자이드 이뇨제를 아밀로라이드와 함께 복용하기도 한다.